# Панама на летних Олимпийских играх 1960
Панама принимала участие в Летних Олимпийских играх 1960 года в Риме (Италия) в четвёртый раз за свою историю, но не завоевала ни одной медали. Сборная страны состояла из 2 мужчин и 4 женщин (впервые в истории).

## Результаты соревнований

### Борьба
Турнир проводился по системе с начислением штрафных баллов, но в сравнении с прошлыми играми, сменилась система их начисления и был введён такой результат, как ничья. За чистую победу штрафные баллы не начислялись, за победу по очкам борец получал один штрафной балл, за ничью два штрафных балла, за поражение по очкам три штрафных балла, за чистое поражение — четыре штрафных балла. Борец, набравший шесть штрафных баллов, из турнира выбывал. Трое оставшихся борцов выходили в финал, где проводили встречи между собой. Встречи между финалистами, состоявшиеся в предварительных схватках, шли в зачёт. Схватка по регламенту турнира продолжалась 12 минут. Если в течение первых шести минут не было зафиксировано туше, то судьи могли определить борца, имеющего преимущество. Если преимущество никому не отдавалось, то назначалось четыре минуты борьбы в партере, при этом каждый из борцов находился внизу по две минуты (очередность определялась жребием). Если кому-то из борцов было отдано преимущество, то он имел право выбора следующих шести минут борьбы: либо в партере сверху, либо в стойке. Если по истечении четырёх минут не фиксировалась чистая победа, то оставшиеся две минуты борцы боролись в стойке.
| Спортсмен        | Категория | Первый раунд                          | Второй раунд                      | Третий раунд                            | Четвертый раунд      | Пятый раунд          | Финал                | Место |
| Спортсмен        | Категория | Соперник Результат                    | Соперник Результат                | Соперник Результат                      | Соперник Результат   | Соперник Результат   | Соперник Результат   | Место |
| ---------------- | --------- | ------------------------------------- | --------------------------------- | --------------------------------------- | -------------------- | -------------------- | -------------------- | ----- |
| Эдуардо Кэмпбелл | До 57 кг  | Фред Кёммерер (EUA) П По очкам, 12:00 | Уолтер Пиллинг (GBR) В Туше, 4:57 | Терренс Маккэнн (USA) П По очкам, 12:00 | Завершил выступление | Завершил выступление | Завершил выступление | 10    |

### Лёгкая атлетика
Женщины
Беговые дисциплины
| Дисциплина            | Спортсменки                                                | Предварительный раунд | Предварительный раунд | Предварительный раунд | Четвертьфиналы | Четвертьфиналы | Четвертьфиналы | Полуфиналы            | Полуфиналы            | Полуфиналы            | Финал                 | Финал                 |
| Дисциплина            | Спортсменки                                                | Забег                 | Время                 | Место                 | Забег          | Время          | Место          | Забег                 | Время                 | Место                 | Время                 | Место                 |
| --------------------- | ---------------------------------------------------------- | --------------------- | --------------------- | --------------------- | -------------- | -------------- | -------------- | --------------------- | --------------------- | --------------------- | --------------------- | --------------------- |
| бег на 100 метров     | Карлота Гуден                                              | 3                     | 12,36                 | 4                     | 3              | 12,70          | 6              | Завершила выступление | Завершила выступление | Завершила выступление | Завершила выступление | Завершила выступление |
| бег на 100 метров     | Джин Холмс-Митчелл                                         | 5                     | 12,52                 | 3                     | 2              | 12,39          | 5              | Завершила выступление | Завершила выступление | Завершила выступление | Завершила выступление | Завершила выступление |
| эстафета 4×100 метров | Сильвия Хант Карлота Гуден Лоррейн Данн Джин Холмс-Митчелл | 2                     | 46,66                 | 4                     | Не проводится  | Не проводится  | Не проводится  | Не проводится         | Не проводится         | Не проводится         | Завершили выступление | Завершили выступление |

### Тяжёлая атлетика
| Категория | Спортсмены        | Вес   | Жим | Жим | Жим | Рывок | Рывок | Рывок | Толчок | Толчок | Толчок | Всего | Место |
| Категория | Спортсмены        | Вес   | 1   | 2   | 3   | 1     | 2     | 3     | 1      | 2      | 3      | Всего | Место |
| --------- | ----------------- | ----- | --- | --- | --- | ----- | ----- | ----- | ------ | ------ | ------ | ----- | ----- |
| до 60 кг  | Анхель Фамильетти | 56,50 | 90  | 90  | 95  | 82,5  | 82,5  | 85    | 115    | 120    | 125    | 292,5 | 17    |